# Johannes Virolainen
Johannes Virolainen (31 de enero de 1914 - 11 de diciembre de 2000) fue un político finlandés. Pertenecía al partido de centro, y quien más tiempo estuvo cómo ministro, en diferentes ministerios. Virolainen fue primer ministro de 1964 a 1966, presidente del parlamento de 1966-1968 y 1979-1983. También fue candidato en las elecciones presidenciales de 1982. En 1989 se le concedió el título de consejero de estado.
| Predecesor: Reino Ragnar Lehto | Primer ministro de Finlandia 1964 - 1966 | Sucesor: Rafael Paasio |

- Datos: Q471278
- Multimedia: Johannes Virolainen / Q471278